# František Čapek
František Čapek (* 24. Oktober 1914 in Branice, Österreich-Ungarn; † 31. Januar 2008 in Prag) war ein tschechoslowakischer Kanute.

## Erfolge
František Čapek war zunächst als Boxer aktiv, ehe er mit Mitte 20 mit dem Kanusport begann. Sein erster Verein war der KVS Prag, nach dem Zweiten Weltkrieg wechselte er zum Armeeverein Dukla Prag. Seinen größten Erfolg erzielte er bei seiner Teilnahme an den Olympischen Spielen 1948 in London. Bei dem auf der Themse nahe der Insel Temple Island bei Henley-on-Thames stattfindenden Wettbewerb ging er im Einer-Canadier auf der Marathon-Strecke über 10 Kilometer an den Start. Ihm gelang es, seine vier Konkurrenten bei einer Laufzeit von 1:02:05,2 Stunden alle hinter sich zu lassen, womit er Olympiasieger wurde. Der zweitplatzierte US-Amerikaner Frank Havens erreichte mit einem Rückstand von 35 Sekunden auf Čapek das Ziel, der drittplatzierte Kanadier Norman Lane war sogar 2,5 Minuten hinter Čapek zurückgeblieben. Seine einzige weitere internationale Medaille sicherte sich Čapek bei den Weltmeisterschaften 1954 in Mâcon. Ebenfalls auf der 10-Kilometer-Distanz musste er sich nur seinem Landsmann Jiří Vokněr geschlagen geben und gewann damit die Silbermedaille.
Siebenmal wurde er außerdem tschechoslowakischer Meister. Nach seiner aktiven Karriere blieb er bis 1978 dem Kanusport als Trainer bei seinem Heimatverein Dukla Prag verbunden.